# 川島鈴遥
川島 鈴遥（かわしま りりか、2002年3月17日 - ）は、日本の女優。
栃木県出身。レプロエンタテインメント所属。

## 略歴
小3の時に事務所からスカウトされる。
2010年2月14日、ドラマ『特上カバチ!!』でデビュー。
2019年、オダギリジョーの初の長編映画監督作品『ある船頭の話』でヒロインに抜擢され、第34回高崎映画祭最優秀新人女優賞を受賞した。
2023年4月30日、これまで所属していたスウィートパワーを退所したことが発表された。
2023年5月30日、レプロエンタテインメントとマネジメント契約を締結したことが同事務所より発表され、自身もInstagramで発表した。

## 人物
- 好きな食べ物は、野菜と果物。[1][9]
- 趣味は、ゲーム[1]。
- 特技は、ピアノと水泳[1]。
- 自身については活発であると述べている[10]。
- 大学では商学部で会計学を学んでいた[11]。

## 出演
主演は太字で表記

### テレビドラマ
- 特上カバチ!! 第5話（2010年2月14日、TBS） - 大野杏（演：菊里ひかりの幼少期）役
- 世にも奇妙な物語 20周年スペシャル・春 〜人気番組競演編〜 「ナデ様の指輪」（2010年4月4日、フジテレビ） - 少女 役
- 女帝薫子 第1話・第5話（2010年4月25日・5月23日、テレビ朝日） - 西村紗也（演：桐谷美玲の幼少期）役
- こころの遺伝子〜あなたがいたから〜（2010年5月3日、NHK） - 一青窈（幼少期）役
- 桂ちづる診察日録 第5話（2010年9月4日、NHK）
- 任侠ヘルパースペシャル（2011年1月9日、フジテレビ）
- 告発〜国選弁護人 第4話・第5話（2011年2月3日、テレビ朝日） - 清水秀子 役
- 月曜ゴールデン 湯けむりバスツアー 桜庭さやかの事件簿3（2011年4月18日、TBS） - 望月茜 役
- 華和家の四姉妹（2011年7月10日 - 9月18日、TBS） - 華和あやめ 役
- この世界の片隅に（2011年8月5日、日本テレビ） - 北條すず（演：北川景子の少女期）役
- HUNTER〜その女たち、賞金稼ぎ〜（2011年10月11日 - 12月13日、関西テレビ） - 井坂春 役
- 大河ドラマ 八重の桜 第6話 - 第7話・第13話（2013年2月10日 - 17日・3月31日、NHK） - 山川操（演：竹島由夏の少女期）役
- CLAMPドラマ ホリック〜xxxHOLiC〜（2013年2月24日 - 4月14日、WOWOW） - マルダシ 役
- 女優 麗子〜炎のように（2013年3月6日、テレビ東京） - 大原麗子（演：内山理名の幼少期）役
- でたらめヒーロー 第13話（2013年6月27日、読売テレビ） - 黒木優子 役
- 二十四の瞳（2013年8月4日、テレビ朝日） - 片桐コトエ 役
- 半沢直樹 第3話 - 第5話（2013年7月28日 - 8月11日、TBS） - 浅野佐緒里 役
- 鍵のない夢を見る 第4夜（2013年9月22日、WOWOW） - 水上律子（演：佐津川愛美の少女期）役
- 刑事（2014年3月26日、テレビ東京） - 秋庭宮子（演：新川優愛の少女期）役
- そこをなんとか2 第3話（2014年8月17日、NHK BSプレミアム） - 浜崎りら 役
- ラスト・ドクター〜監察医アキタの検死報告〜 第6話（2014年8月22日、テレビ東京） - 三崎亜都美（演：南沢奈央の少女期）役
- まんまこと〜麻之助裁定帳〜 第8話・最終話（2015年9月17日・10月1日、NHK総合） - おこ乃 役
- ヒガンバナ〜警視庁捜査七課〜 第7話（2016年2月24日、日本テレビ） - 橘ひなた 役
- 警視庁ゼロ係〜生活安全課なんでも相談室〜 最終話（2016年2月26日、テレビ東京） - 小原夏音 役
- 水曜ミステリー9 警視庁さくらポリス〜最強の姉妹捜査官〜（2016年5月18日、テレビ東京） - 沢田ミチル 役
- 連続ドラマW 賢者の愛（2016年8月20日、WOWOW） - 高中真由子（演：中山美穂の中学生時代）役
- ミュージアム-序章-（2016年10月13日、WOWOW） - 九堂伊織 役
- ウツボカズラの夢（2017年8月5日 - 9月30日　東海テレビ） - 鹿島田美緒 役
- 新宿セブン 第6話（2017年11月18日、テレビ東京） - 三鷹渚 役
- FINAL CUT 第3話（2018年1月23日、関西テレビ・フジテレビ） - 横田帆波 役
- 白衣の戦士! 第4話（2019年5月8日、日本テレビ） - 平井紗耶 役[12]
- ベビーシッター・ギン! 第3話（2019年7月14日、NHK BSプレミアム） - 飯塚セイコ 役
- コタキ兄弟と四苦八苦 第6話（2020年2月14日、テレビ東京） - 六花 役
- 大江戸もののけ物語 第3話（2020年7月31日、NHK BSプレミアム）
- セイレーンの懺悔（2020年10月18日 - 11月8日、WOWOW） - 東良綾香 役
- ほんとにあった怖い話 2020特別編「訳ありのカラオケ店」（2020年10月31日、フジテレビ） - 金井美紅 役[13]
- アノニマス～警視庁”指殺人”対策室～ 第6話（2021年3月1日、テレビ東京） - 末松香 役[14]
- オリバーな犬、（Gosh!!）このヤロウ（NHK総合） - ウェイトレス 役
  - シーズン1（2021年9月17日 - 10月1日）[15]
  - シーズン2（2022年9月20日 - 10月4日） [16]
- 管理官キング（2022年1月6日、テレビ朝日） - 奥村葵 役
- 二十四の瞳（2022年3月19日、NHK BSプレミアム） - 片桐コトエ 役[17]
- 善人長屋 第3話（2022年7月22日、NHK BSプレミアム・BS4K） - おみち 役[18]
- 特集ドラマ「二十四の瞳」（2022年8月8日、NHK BSプレミアム / BS4K）
- 仮想儀礼（2023年12月3日 - 2024年2月11日、NHK BS・NHK BSプレミアム4K） - 伊藤真実 役[19]
- フォレスト（2025年1月12日 - 3月2日、朝日放送テレビ・テレビ朝日） - 井上千智 役[20]

### 配信ドラマ
- フジコ（2015年11月、Hulu） - 上原早季子 役
- 光の航路 -望郷-（2017年10月28日 - 、dTV） - 三浦真衣 役
- 中3、冬、逃亡中。（2020年3月8日 - 3月29日、ひかりTVチャンネル+） - 西野芽衣 役[21]
- 悪魔とラブソング（2021年6月19日配信開始、Hulu） - 目黒響 役[22]
- 神様のえこひいき 第6話（2022年4月2日、Hulu） - 三鷹亜美 役[23]

### 映画
- 八月の二重奏（2010年9月） - 菅原美保（演：南沢奈央の幼少期）役[注 1][注 2][注 3]
- アンダルシア 女神の報復（2011年6月25日、東宝） - 新藤結花（演：黒木メイサの幼少期） 役
- こちら葛飾区亀有公園前派出所 THE MOVIE〜勝どき橋を封鎖せよ!〜（2011年8月6日） - 沢村ユイ 役
- リアル〜完全なる首長竜の日〜（2013年6月1日、東宝） - 和淳美（演：綾瀬はるかの少女期）役
- 恋する♡ヴァンパイア （2015年4月17日、ファントム・フィルム） - キイラ（演：桐谷美玲の幼少期）役
- 望郷（2017年9月16日、エイベックス・デジタル） - 三浦真衣 役
- ある船頭の話（2019年9月13日、キノフィルムズ） - ヒロイン・少女 役[24][25]
- 死刑にいたる病（2022年5月6日、クロックワークス） - 久保井早苗 役[26]
- ぜんぶ、ボクのせい（2022年8月11日、ビターズ・エンド） - ヒロイン・詩織 役[27]
- 株式会社マイナビ創業50周年記念オリジナルWEB映画「ミライヘキミト。」（2024年8月16日、YouTube） - 渡利由宇 役[28]
- 遺書、公開。（2025年1月31日、松竹 / HIAX） - 大島由梨 役[29][30]
- そこにきみはいて（2025年11月28日公開予定、日活）[31]

### 劇場アニメ
- めくらやなぎと眠る女（2024年7月26日公開、ユーロスペース / インターフィルム / ニューディアー / レプロエンタテイメント） - 少女 役[32]

### 舞台
- 里見八犬伝（2017年4月 - 5月） - ぬい 役[33]
- 神話、夜の果ての（2024年7月）[34]
- WAR BRIDE -アメリカと日本の架け橋 桂子・ハーン-（2025年8月 - 9月）[35]

### CM
- ユニバーサル・スタジオ・ジャパン
  - 「2010年クリスマスキャンペーン」（2010年11月 - 12月）
  - 「キッズ・パスキャンペーン」（2011年5月 - ）
  - 「2011年クリスマスキャンペーン」（2011年10月 - 12月）
  - 「2012年クリスマスキャンペーン」（2012年10月 - 12月）
  - 「The Wizarding World of Harry Potter」（2013年3月 - 12月）
- ロッテ パイの実（2011年7月 - 2012年2月）
- ソニー生命株式会社（2014年6月 - 2017年5月）
- 日本コカ・コーラ コカ・コーラ クリア「爽快な音」篇 （2018年6月12日 - 9月）

### PV
- 岡田拓郎 「遠い街角」（2018年2月8日）
- andymori「ネバーランド」

### オーディオドラマ
- 色のない世界で、君と（2021年11月22日 - 2022年1月17日、全9話、Spotify） - 海谷かおり 役[36]

### ラジオドラマ
- 青春アドベンチャー（NHK-FM）
  - 『ナカスイ！ -海なし県の水産高校-』（2025年7月21日 - 8月1日、原作：村崎なぎこ）[37] - 芳村小百合 役[38]